# 小行星4459
小行星4459（英語：4459 Nusamaibashi）是一颗围绕太阳公转的小行星。1990年1月30日，松山正則、渡邊和郎在钏路市发现了此天体。以釧路市的橋梁幣舞橋命名。
这颗小行星的绝对星等为283.02536等。